# 錨を上げて
『錨を上げて』（いかりをあげて、英語:  “Anchors Aweigh”）は、1906年にアメリカ海軍の中尉であったチャールズ・ツィマーマン (Charles A. Zimmerman) によって作曲された軍歌、行進曲。作詞はアルフレッド・ハート・マイルズであった。アメリカ海軍の事実上の公式歌（行進曲）として知られる。
タイトルの『錨を上げて』（Anchors Aweigh）は、船の出航の際に、それまで降ろしていた錨を船の上にあげる作業が完了したことを指揮官が承認することを意味する言葉である。元々、「錨を上げよ」は英語で weigh anchor という。これは錨が海中にあっては重さが測れないので、測るためには必ず錨を甲板上に引き揚げなければならない。すなわち「海から錨を上げて重さを測れ」という意味である。同様に Anchors Aweigh は直訳すると「錨の重さ」であるが、「錨が上げ終わったなら、当然重さが測れるだろう。重さは？」という含意から、錨の巻き上げ作業の完了報告に対する指揮官の承認の言葉となったのである。キャッチーなメロディフレーズから、日本の運動会や鼓笛隊でも演奏されている。

## 歌詞
作曲者のチャールズ・ツィマーマンは1887年よりアメリカ海軍兵学校、音楽隊の隊長であった。作詞者のマイルズは、同士官学校の学生であり、自分のクラスのために軍歌を作曲してくれるようにツィマーマンに頼み込んだ。マイルズが書いたオリジナルの歌詞は、次のように第2節までであった。
| 「 | Stand Navy down the field, sails set to the sky. We'll never change our course, so Army you steer shy-y-y-y. Roll up the score, Navy, Anchors Aweigh. Sail Navy down the field and sink the Army, sink the Army Grey. Get underway, Navy, Decks cleared for the fray, We'll hoist true Navy Blue So Army down your Grey-y-y-y. Full speed ahead, Navy; Army heave to, Furl Black and Grey and Gold and hoist the Navy, hoist the Navy Blue | 」 |

この歌は、1906年12月1日にペンシルベニア州フィラデルフィアのフランクリン・フィールドにおいて行われたフットボールのアメリカ士官学校対抗戦（対アメリカ陸軍士官学校）で初めて演奏された。3万人以上の観衆を前に、海軍が10対0と圧勝し、1900年に始まって以来、初の勝利をあげた。
その後に別の学生、ロイヤル・ロヴェル（1926年度生）が、次の第3節を書き足した。
| 「 | Blue of the Seven Seas; Gold of God's great sun Let these our colors be Till all of time be done-n-n-ne, By Severn shore we learn Navy's stern call: Faith, courage, service true With honor over, honor over all. | 」 |

この軍歌は、アメリカ海軍の軍歌として徐々に採用されるようになった。その後、アメリカ海軍の制式歌（制式行進曲）として、その旨を海軍規則に記載しようという提案がなされたが、2004年現在非制式のままとなっている。しかし、事実上制式歌として扱われている。
当初の歌詞は、海軍学校のことに偏りすぎており、広く海軍を描写したものではないとされたため、ジョージ・ロットマンによって書き換えられた（歌詞中の “farewell to college joys” など）。また、曲もドメーニコ・サルビーノによってわずかに書き換えられた。現在の歌詞は、3つの節と、2つのつなぎの部分によって構成されており、第2節が最も一般に歌われる。
Verse 1
Stand Navy out to sea
Fight our battle cry
We'll never change our course
So vicious foes steer shy-y-y-y
Roll out the T. N. T.
Anchors Aweigh
Sail on to victory
And sink their bones to Davy Jones, hooray!
Bridge
Yo ho there shipmate
Take the fighting to the far off seas
Yo ho there messmate
Hear the wailing of the wild banshees
All hands, fire brands
Let's Blast them as we go. So
Verse 2
Anchors Aweigh my boys
Anchors Aweigh
Farewell to college joys （or "Farewell to foreign shores"）
We sail at break of day day day day
Through our last night ashore
Drink to the foam
Until we meet once more
Here's wishing you a happy voyage home!
Bridge
Heave a ho there sailor
Everybody drink up while you may
Heave a ho there sailor
For your gonna sail at break of day
Drink away, Drink away,
For you sail at break of day, Hey!
Verse 3
Blue of the Mighty Deep
Gold of God’s Sun
Let these colors be
Till all time be done
On seven seas we learn
Navy’s stern call
Faith, Courage, Service True
With Honor, Over Honor, Over All.